# 三秦戰役
三秦會戰，是劉邦指揮攻打三秦之戰役，以此平定關中。三秦指章邯、司馬欣、董翳等三位被項羽封在關中平原為王的秦朝降將，最終都自盡或降漢。秦、漢等王朝均定都於此，為古秦國的根據地，今日三秦也成為陝西的別稱。

## 簡介
秦末民變，劉邦先攻下秦首都咸陽，平定秦國，楚後懷王令項羽追隨宋義到華北討伐章邯主力，宋義在安阳停留四十六日，打算等秦军和赵军战至精疲力尽再出战，項羽把宋義殺死，率領楚軍破釜沈舟，大敗秦兵，是為鉅鹿之役，項羽屠殺秦兵，殺死秦王子嬰，未獲得咸陽城民心。因此項羽與謀士范增謀議：「巴、蜀這兩個地方地形險惡，不如將秦國居民遷至其地。」於是項羽分封十八路諸侯，立劉邦為漢中王，將巴蜀封給劉邦，在劉邦封地四周立投降的秦國將領為王、三分關中之地，和劉邦呈現劍拔弩張的對立情勢，以控制劉邦。其中項羽封章邯為雍王，管轄關中西部；封司馬欣為塞王，管轄關中東部；封董翳为翟王，管轄關中北部。《史记》、《汉书》等书将此三位秦将称为三秦。如《史记》郦生陆贾列传：「起蜀汉之兵击三秦 ，出关而责义帝之处。」劉邦以巴蜀為根據地，成為漢中王後一直試圖鏟除三秦勢力。

## 陳倉道
雍軍重點防禦渭水流域各蜀道，即子午谷、儻駱道、褒斜道出口。劉邦正想還定三秦，一漢中本地人趙衍告知還有一不為人知的蜀道，就是故道（陳倉道）。韓信於是部署諸將，突襲三秦。

## 作戰過程
前206年8月，曹參、樊噲軍攻佔下辨，出陳倉道襲取陳倉，緊逼雍城。章邯急調輕車騎往救，被樊噲軍擊敗。漢軍攻佔雍城之後，兵分二路，曹參樊噲在北方野戰擊敗章平後圍攻好畤，韓信主力則進攻廢丘方向。漢主力軍在壤鄉以東、高櫟遭遇三秦軍主力時，韓信命令曹參軍南下襲擊三秦軍側背，漢軍前後夾擊，大敗三秦軍，取得主力會戰勝利。曹參軍、周勃軍隨後再敗三秦軍，三秦野戰軍最終覆沒。章邯带领雍军逃到了废丘县，汉军层层包围了废丘县。韓信又派遣诸将四处攻城掠地，司馬欣、董翳降漢。前205年1月，汉军攻占了北地郡，俘虏了章邯的弟弟章平；同年6月，章邯戰敗自殺。前203年，司馬欣助曹咎但亡於成皋之戰。自此，三秦战役以漢軍勝利作結。

## 明修棧道？
「明修棧道」實際上出自元曲，正史沒有記載。
三秦會戰的細節記錄在曹參、樊噲、周勃、灌嬰等人的世家或列傳裡。